# Good Morning to the Night
Good Morning to the Night è un album di remix pubblicato da Elton John con gli Pnau nel luglio 2012.

## Tracce
1. Good Morning to the Night – 3:20
2. Sad – 3:21
3. Black Icy Stare – 3:11
4. Foreign Fields – 3:33
5. Telegraph to the Afterlife – 4:45
6. Phoenix – 3:29
7. Karmatron – 2:41
8. Sixty – 3:52